# Hrabstwo Hancock (Illinois)
Hrabstwo Hancock – hrabstwo w USA, w stanie Illinois, według spisu z 2000 roku liczba ludności wynosiła 20 121. Siedzibą hrabstwa jest Carthage.

## Geografia
Według spisu hrabstwo zajmuje powierzchnię 2110 km², z czego 2058 km² stanowią lądy, a 52 km² (2,45%) wody.

### Sąsiednie hrabstwa
- Henderson Shelby – północny wschód
- Hrabstwo McDonough – wschód
- Hrabstwo Schuyler – południowy wschód
- Hrabstwo Adams – południe
- Hrabstwo Lewis – południowy zachód

Stan Illinois na mapie USA

- Hrabstwo Clark – zachód
- Hrabstwo Lee – północny zachód

### Miasta
- Bentley
- Carthage
- Hamilton
- La Harpe
- Nauvoo
- Warsaw

### Wioski
- Augusta
- Basco
- Bowen
- Elvaston
- Ferris
- Plymouth
- Pontoosuc
- West Point

## Historia
Hrabstwo Hancock było częścią obszaru Traktatu Wojskowego ustanowionego przez Kongres Stanów Zjednoczonych i przeznaczonego dla weteranów wojny brytyjsko-amerykańskiej z 1812 roku. Terytoria te były zajęte przez amerykańskich Indian. Po klęsce Indian w wojnie Czarnego Jastrzębia w 1832 roku tereny te szybko zostały zasiedlone.
Hrabstwo Hancock zostało utworzone 13 stycznia 1825 roku, z wydzielonych terenów Hrabstwa Pike. Nazwa hrabstwa została nadana na cześć Johna Hancocka, jednego z twórców Deklaracji Niepodległości i pierwszego gubernatora Wspólnoty Narodów w Massachusetts.
Pierwszy budynek sądu został postawiony w Montebello, na skraju rzeki Missisipi między miastami Warsaw i Nauvoo. Obecnie już nie istnieje, lecz w miejscu budynku widnieje pamiątkowa płyta umieszczona przez Towarzystwo Historyczne Hrabstwa Hancock.
W 1833 na Ogólnym Zgromadzeniu stanu Illinois uchwalono obecną siedzibę administracji hrabstwa, miasto Carthage. Pierwszy budynek sądu w tym mieście został zbudowany w 1833 w południowej jego części, obecnie przeznaczony jest do innych celów. Drugi budynek sądu został zbudowany w centrum miejscowości w 1839 przez Stephana Mosesa.
W latach 1840 Hrabstwo Hancock miało najbardziej zaludnione miasto w stanie Illinois: Nauvoo, które było centralnym ośrodkiem mormońskiego Kościoła Jezusa Chrystusa Świętych w Dniach Ostatnich. Przywódca kościoła Joseph Smith Jr. (1805 – 1844) w roku 1844 został zamordowany w stolicy hrabstwa – Carthage.
W hrabstwie swoją siedzibę miała utopijna społeczność Icarians pod przewodnictwem Emile Baxter, która przybyła do Nauvoo w 1849. Założone przez nią winnice dziś są podstawą dla najstarszych wytwórni win w stanie Illinois.

## Demografia

Piramida wieku hrabstwa

Według spisu z 2000 roku hrabstwo zamieszkuje 20 121 osób, które tworzą 8069 gospodarstw domowych oraz 5607 rodzin. Gęstość zaludnienia wynosi 10 osób/km². Na terenie hrabstwa jest 8909 budynków mieszkalnych o częstości występowania wynoszącej 4 budynków/km². Hrabstwo zamieszkuje 98,68% ludności białej, 0,20% ludności czarnej, 0,18% rdzennych mieszkańców Ameryki, 0,23% Azjatów, 0,02% mieszkańców wysp Pacyfiku, 0,13% ludności innej rasy oraz 0,56% ludności wywodzącej się z dwóch lub więcej ras, 0,52% ludności to Hiszpanie, Latynosi lub inni.
W hrabstwie znajduje się 8069 gospodarstw domowych, w których 30,50% stanowią dzieci poniżej 18. roku życia mieszkające z rodzicami, 58,90% małżeństwa mieszkające wspólnie, 7,60% stanowią samotne matki oraz 30,50% to osoby nie posiadające rodziny. 26,90% wszystkich gospodarstw domowych składa się z jednej osoby oraz 13,80% żyje samotnie i ma powyżej 65. roku życia. Średnia wielkość gospodarstwa domowego wynosi 2,45 osoby, a rodziny 2,96 osoby.
Przedział wiekowy populacji hrabstwa kształtuje się następująco: 24,60% osób poniżej 18. roku życia, 7,10% pomiędzy 18 a 24 rokiem życia, 25,50% pomiędzy 25 a 44 rokiem życia, 24,50% pomiędzy 45 a 64 rokiem życia oraz 18,30% osób powyżej 65 roku życia. Średni wiek populacji wynosi 40 lat. Na każde 100 kobiet przypada 94,20 mężczyzn. Na każde 100 kobiet powyżej 18 roku życia przypada 90,20 mężczyzn.
Średni dochód dla gospodarstwa domowego wynosi 36 654 USD, a średni dochód dla rodziny wynosi 44 457 dolarów. Mężczyźni osiągają średni dochód w wysokości 31 095 dolarów, a kobiety 20 680 dolarów. Średni dochód na osobę w hrabstwie wynosi 17 478 dolarów. Około 5,40% rodzin oraz 8,30% ludności żyje poniżej minimum socjalnego, z tego 9,90% poniżej 18. roku życia oraz 8,20% powyżej 65. roku życia.

## Religia
W 2010 roku 25,9% populacji hrabstwa było członkami związków wyznaniowych klasyfikowanych jako protestantyzm głównego nurtu, na czele ze Zjednoczonym Kościołem Metodystycznym (9,7%). Inne większe związki wyznaniowe tego nurtu chrześcijaństwa to: Kościół Ewangelicko-Luterański w Ameryce (6,7%), Kościół Prezbiteriański USA (3,3%) i Zjednoczony Kościół Chrystusa (2,7%). 
Protestanci ewangelikalni z członkostwem na poziomie 14,1% stanowili drugą co do wielkości grupę, w tym głównie: Kościoły Chrystusowe (6,1%), bezdenominacyjni (3,4%) i Zbory Boże (2,1%). Kościół katolicki skupiający 8% populacji w 5 kościołach, jest drugim co do wielkości związkiem wyznaniowym w hrabstwie. Ponad 5% jest członkami społeczności mormońskiej, co jest najwyższym odsetkiem w stanie Illinois. 
Z innych zauważalnych związków wyznaniowych Niezależne Fundamentalne Kościoły Ameryki posiadają 3 zbory.